# Atoomkrachtmicroscopie

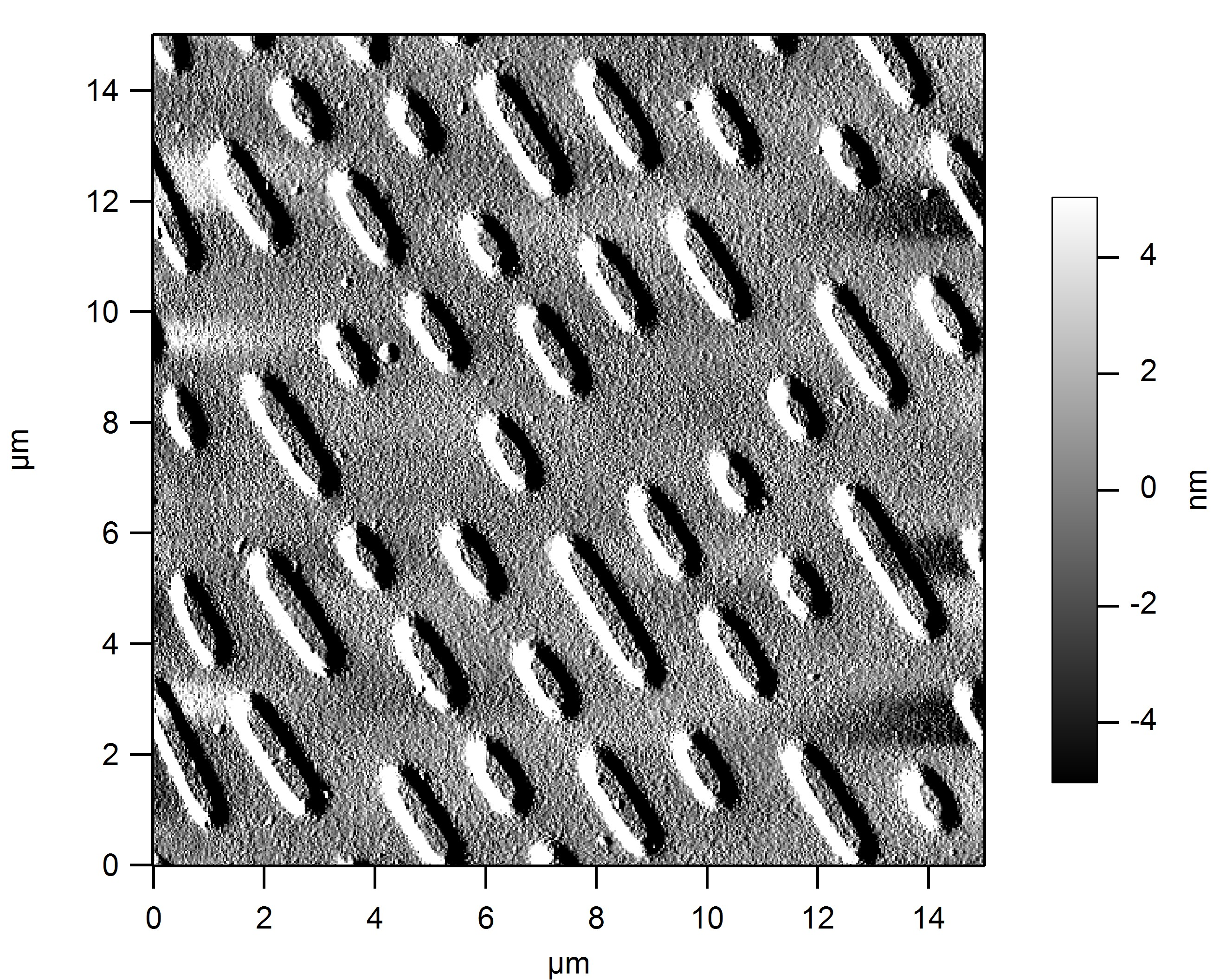
AFM van een cd-rom

Atoomkrachtmicroscopie (Engels: atomic force microscopy, meestal kortweg AFM genoemd) is een scanning probe microscopy-techniek om net als bij scanning tunneling microscopy met een sonde het oppervlak van een object op atomaire schaal te kunnen verkennen, maar dan zonder de beperking dat het object elektrisch geleidend moet zijn. In plaats van een tunnelstroom die constant wordt gehouden meet de AFM het doorbuigen van een bladveer (cantilever) en corrigeert die zodat de naald een constante kracht van het oppervlak van het object ondervindt.
De atoomkrachtmicroscoop kan niet alleen worden gebruikt om het oppervlak te bestuderen, maar ook om het te beïnvloeden: men kan moleculen op het oppervlak van het object manipuleren door gebruik te maken van de naald van de microscoop.

## Werking
Een verend stripje met aan het uiteinde een scherp gepunte naald (ook wel tip genoemd) beweegt op zeer korte afstand boven het te onderzoeken object, waarbij de punt van de naald loodrecht op het oppervlak zowel in horizontale als in verticale richting in een rasterpatroon beweegt. Door de krachten tussen de tip en het object zal het stripje omhoog of omlaag bewegen. Om deze beweging zichtbaar te maken wordt het stripje met een lichtbron beschenen. Het gereflecteerde licht wordt onder een bepaalde hoek, die afhankelijk is van de hoogte, afgebogen. Deze hoek wordt met behulp van lichtgevoelige sensoren gemeten. Op deze manier kan het oppervlak driedimensionaal in beeld worden gebracht. De techniek om het oppervlak af te tasten is enigszins vergelijkbaar met die van een platenspeler.
Afhankelijk van de eigenschappen van de tip kunnen verschillende eigenschappen in kaart worden gebracht. Een elektrisch geladen tip registreert behalve de hoogte de elektrische lading; een magnetische tip registreert de magnetische eigenschappen van het testobject. In de loop der jaren is een heel scala aan gespecialiseerde probes ontwikkeld.
Het is niet eenvoudig om de minuscule doorbuigingen van het bladveertje te meten. In de eerste AFM's werd de doorbuiging gemeten met hulp van een mechaniek als uit een scanning-tunnelingmicroscoop die boven op het bladveertje werd gemonteerd. Later werd dit vervangen door een laser-interferometer, waarbij de laserbundel op het uiteinde van de bladveer gereflecteerd wordt. In de meest gangbare vorm wordt tegenwoordig de uitwijking van de laserbundel ten gevolge van de doorbuiging gemeten met een fotodiode met vier quadranten. Op deze manier kunnen zowel de doorbuiging als torsie van de bladveer gemeten worden. Hiermee kunnen dan respectievelijk de kracht loodrecht op het oppervlak en de wrijvingskracht tussen tip en oppervlak gemeten worden.

## Veerarm
De veerarm is gemaakt uit silicium en is nog net met het blote oog zichtbaar. De eigenlijke naald die aan het uiteinde van de arm het oppervlak aftast is niet zichtbaar met het blote oog. De gemeten kracht is zeer klein, in de orde van 10−9 Newton. Die kracht wordt niet direct gemeten maar aan de hand van de verbuiging van de veerarm. Tegenwoordig wordt het meest de optische meetmethode gebruikt waarbij een lichtbundel op de veerarm valt die door buiging van richting verandert. Die verandering is een maat voor beweging van de spits en daarmee het afgetaste oppervlak. De afbuiging is evenredig aan de uitgeoefende kracht: {\displaystyle F=-kx\ } (zie wet van Hooke).

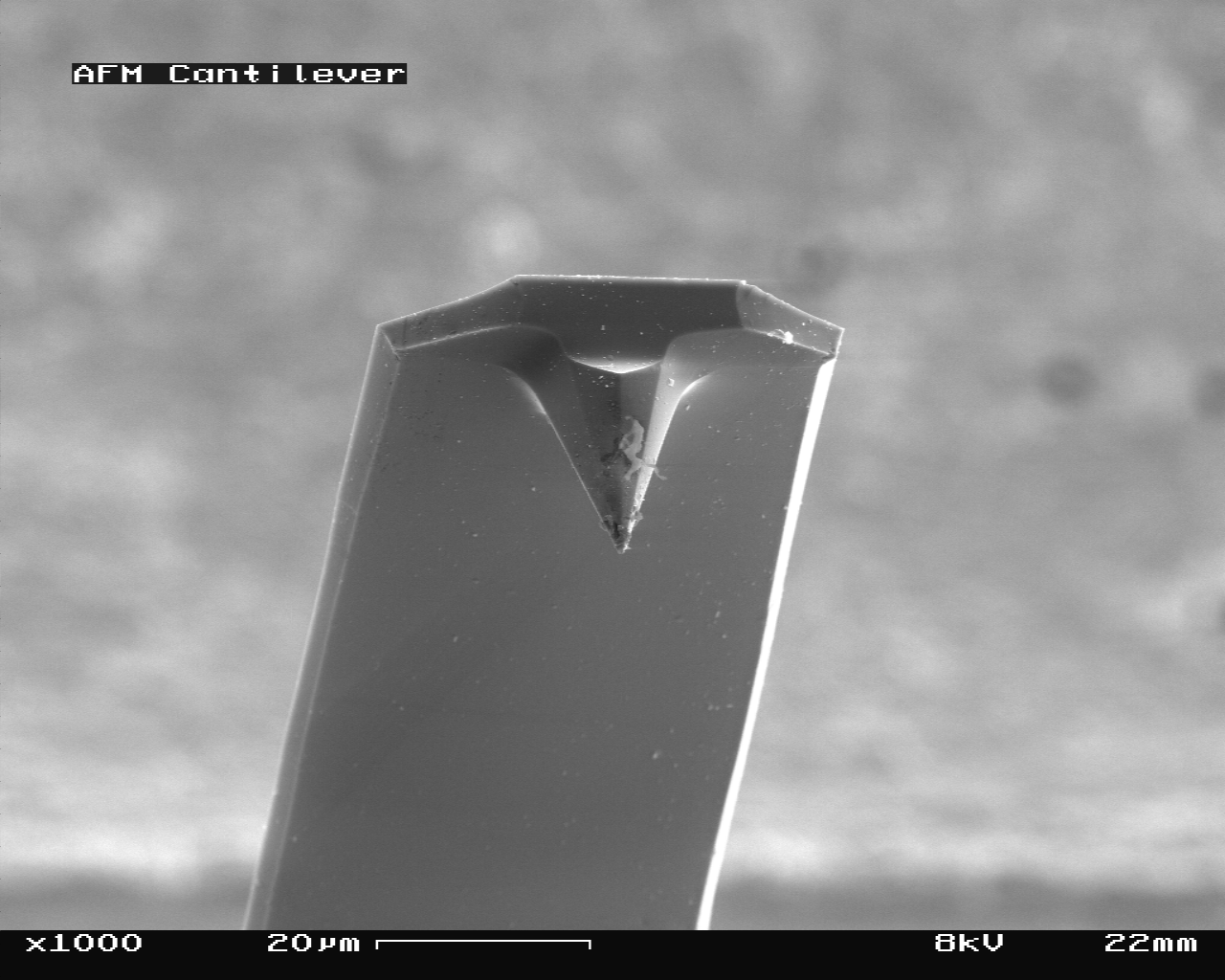
Cantilever (1000× vergroot)
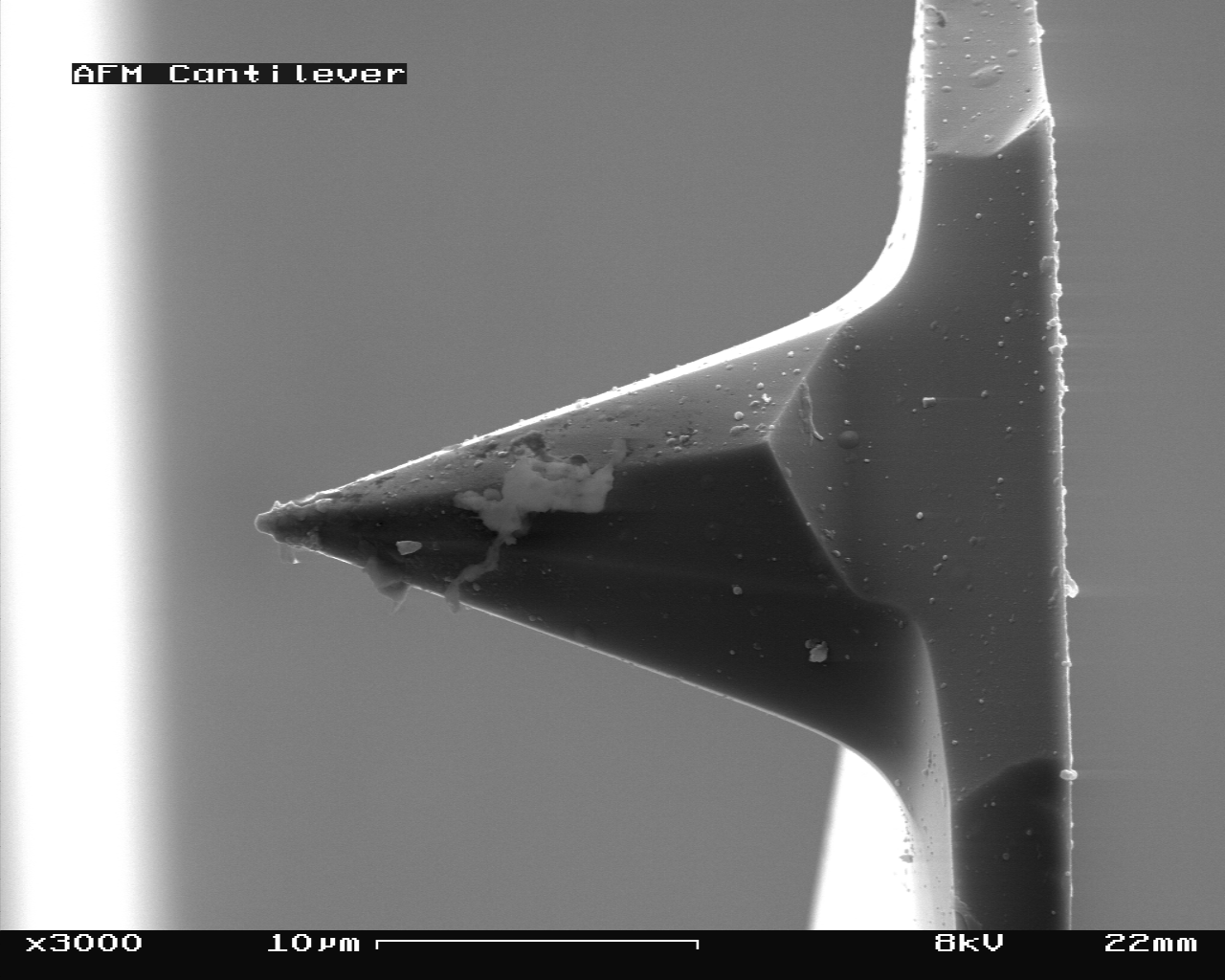
Cantilever (3000× vergroot)
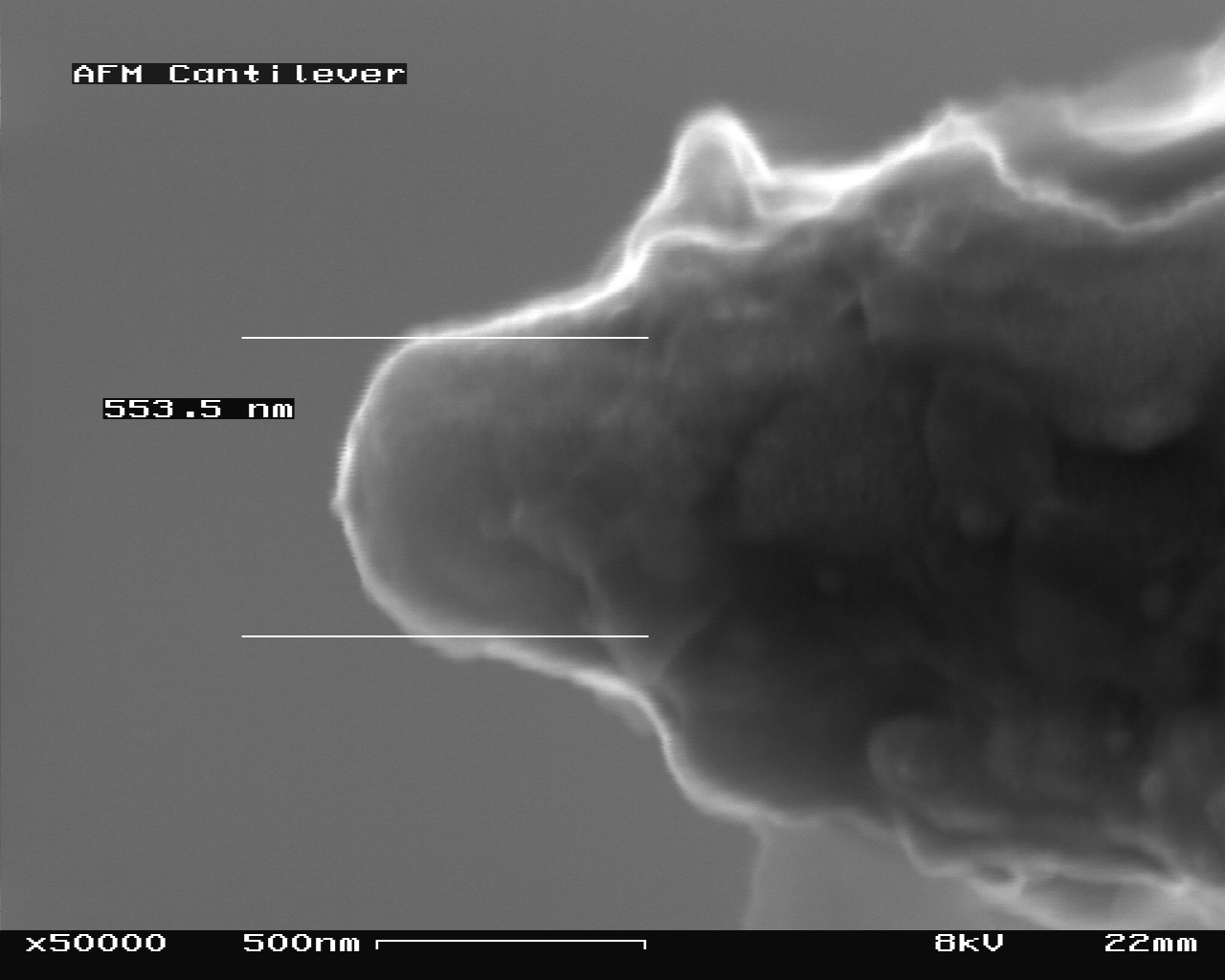
Cantilever (50000× vergroot)

## Modes

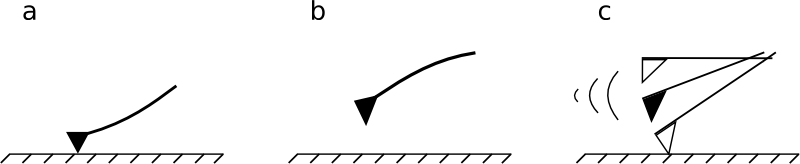
Contact mode (a), non-contact mode (b) en tapping mode (c)

Deze opstelling kan op verschillende manieren toegepast worden:
- CM-AFM: constante kracht (contact mode)
- AM-AFM: oscillatie met amplitudemodulatie (AM) (tapping mode), hierbij blijft de oscillatiefrequentie constant en wordt de kracht gemeten als verandering van de amplitude
- FM-AFM: oscillatie met frequentiemodulatie (FM), hierbij blijft de amplitude constant en wordt de kracht gemeten als frequentieverschuiving. Deze methode wordt met name toegepast bij AFM's die in vacuüm werken.